# حذف باشگاه‌های استقلال و پرسپولیس از لیگ قهرمانان آسیا ۲۰۲۲

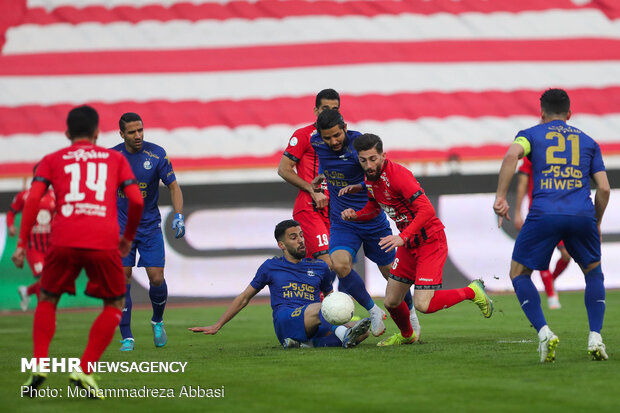

کنفدراسیون فوتبال آسیا (AFC) در خبری کوتاه سرانجام اعلام کرد که پرسپولیس و استقلال مجوزهای لازم برای حضور در لیگ قهرمانان آسیا ۲۰۲۲ را به دست نیاوردند و از لیگ قهرمانان کنار رفتند. بر اساس اعلام وبسایت رسمی کنفدراسیون فوتبال آسیا، گل‌گهر نیز نتوانست مجوز حرفه‌ای را دریافت کند تا سپاهان و فولاد تنها نمایندگان ایران در لیگ قهرمانان فصل جدید باشند.
کمیته استیناف صدور مجوز حرفه‌ای فدراسیون فوتبال تصمیم به حضور مشروط استقلال و پرسپولیس در لیگ قهرمانان ۲۰۲۲ آسیا گرفت اما کنفدراسیون فوتبال آسیا نه تنها چنین درخواستی را نپذیرفت بلکه از اعطای مجوز به باشگاه گل‌گهر نیز امتناع کرد.
ای‌اف‌سی در حالی مخالفت خود با ارائه مجوز حرفه‌ای به سرخابی‌های فوتبال ایران گرفت که روند بررسی مدارک این باشگاه‌ها نشان می‌دهد همه چیز بر اساس سوابق سال‌های گذشته آنها سنجیده شده‌است.